# ریشارت زورگه
ریشارت زورگه (به آلمانی: Richard Sorge)(۴ اکتبر ۱۸۹۵–۷ نوامبر ۱۹۴۴) روزنامه‌نگار و افسر اطلاعاتی نظامی شوروی اهل آلمان بود که قبل و در جریان جنگ جهانی دوم فعالیت داشت.
زورگه که با نام مخفی «رمزای» شناخته شده بود به صورت مخفیانه در آلمان و امپراتوری ژاپن برای شوروی جاسوسی می‌کرد. از زورگه به‌عنوان یکی موفق‌ترین جاسوسان اطلاعاتی تاریخ یاد می‌شود.